# Takeshi Kovacs
Takeshi Kovacs – trylogia fantastycznonaukowa autorstwa Richarda Morgana. Jej akcja dzieje się w świecie przyszłości, w którym ludzkość nauczyła się przenosić swoją świadomość. Na jej podstawie powstał serial Altered Carbon.

## Książki w serii
| Numer w serii | Polski tytuł        | Oryginalny tytuł | Polski nr ISBN         | Data oryginalnego wydania | Data polskiego wydania |
| ------------- | ------------------- | ---------------- | ---------------------- | ------------------------- | ---------------------- |
| 1             | Modyfikowany węgiel | Altered Carbon   | ISBN 83-88916-91-2     | 2002                      | 2003                   |
| 2             | Upadłe anioły       | Broken Angels    | ISBN 83-7418-032-3     | 2003                      | 2004                   |
| 3             | Zbudzone furie      | Woken Furies     | ISBN 978-83-7418-114-3 | 2005                      | 2006                   |

W oryginale książki zostały wydane nakładem wydawnictwa Del Ray oraz Victor Gollancz Ltd. W Polsce ukazały się w przekładzie Marka Pawelca nakładem wydawnictwa ISA.